# Skibsrotten
Skibsrotten er en dansk stum romantisk dramafilm fra 1912 produceret af Det Skandinavisk-Russiske Handelshus ("SRH"). Filmens instruktør er ukendt. Filmen er en af SRH's mange "sensationsfilm", der bl.a. indeholder en række halsbrækkende stunts, herunder i denne film en linegang mellem masterne på to skibe. Ellers er historien et kærlighedsdrama mellem en cirkusdirektørs datter, spillet af dansk stumfilms ubestridte vovehals Emilie Sannom og linedanseren Laurentio, spillet af den norske skuespiller Thorleif Lund i dennes filmdebut.
Filmen havde dansk premiere den 10. december 1912 i Victoria-Teatret og blev ud udlandet distribueret under titlerne Skeppsråttan, Die Schiffsratte og Po kanátu nad morskími bojámi.

## Handling
Direktør Brown inviterer en impresario til selskab. Impresarioen er hemmeligt forelsket i Browns datter Mary. Hun afviser ham, da hun elsker linedanseren Laurento. Impresarioen planlægger at kidnappe Mary med hjælp fra sømanden Black og bringer hende ombord på et skib. Laurento sniger sig med i lasten og finder Mary. De flygter over havet i en spektakulær linedans mellem to skibe og skurkenes plan mislykkes, og Mary vender hjem til sin far, der accepterer hendes kærlighed til Laurento.

## Medvirkende
- Emilie Sannom som Mary, cirkusdirektørens datter
- Valdemar Møller som Impressario
- Thorleif Lund som Laurento, linedanser